# Llista de topònims d'Alins
Llista de topònims (noms propis de lloc) del municipi d'Alins, al Pallars Sobirà
Informació actualitzada per un bot. Els canvis manuals es perdran quan s'actualitzi!

## antic assentament
| imatge | Nom   | Ubicat a | instància de      | Detalls | coordenades                                              | Protecció | Commons (més fotos) | Dades a WD                    |
| ------ | ----- | -------- | ----------------- | ------- | -------------------------------------------------------- | --------- | ------------------- | ----------------------------- |
|        | Buiro | Alins    | antic assentament |         | 42° 31′ 50″ N, 1° 18′ 15″ E / 42.53054444°N,1.30408333°E |           |                     | Modifica les dades a Wikidata |
|        | Virós | Alins    | antic assentament |         | 42° 31′ 44″ N, 1° 16′ 50″ E / 42.52889167°N,1.28053889°E |           |                     | Modifica les dades a Wikidata |

## arbre singular
| imatge | Nom                      | Ubicat a | instància de   | Detalls                                                                               | coordenades | Protecció        | Commons (més fotos)      | Dades a WD                    |
| ------ | ------------------------ | -------- | -------------- | ------------------------------------------------------------------------------------- | --- | ---------------- | ------------------------ | ----------------------------- |
|        | avet del Pla de la Selva | Alins    | arbre singular | Taxon: avet blanc (Abies alba) Ample: 10.8m Alt: 32m Perímetre: 4.15m                 | 42° 37′ 22″ N, 1° 20′ 58″ E / 42.62288°N,1.34949°E Pla de la Selva 1650 msnm                                                     | arbre monumental | Avet del Pla de la Selva | Modifica les dades a Wikidata |
|        | avets de Forns           | Alins    | arbre singular | Taxon: avet blanc (Abies alba) Ample: 10.6m Alt: 22.7m Perímetre: 4.4m                | 42° 35′ 02″ N, 1° 18′ 55″ E / 42.58378°N,1.3154°E ca:Poc abans de les bordes de Costuix, Àreu 1740 msnm                          | arbre monumental | Avets de Forns           | Modifica les dades a Wikidata |
|        | savina d'Arati           | Alins    | arbre singular | Taxon: Juniperus thurifera (Juniperus thurifera) Ample: 8.4m Alt: 7m Perímetre: 1.25m | 42° 34′ 03″ N, 1° 19′ 32″ E / 42.56738°N,1.32566°E ca:Sobre la Borda d'Arati, a 100 m al sud de Sta. Maria de la Torre 1263 msnm | arbre monumental | Savina d'Arati           | Modifica les dades a Wikidata |

## borda
| imatge | Nom                               | Ubicat a | instància de | Detalls | coordenades                                                                       | Protecció | Commons (més fotos) | Dades a WD                    |
| ------ | --------------------------------- | -------- | ------------ | ------- | --------------------------------------------------------------------------------- | --------- | ------------------- | ----------------------------- |
|        | Barraca dels Carrabiners          | Alins    | borda        |         | 42° 37′ 18″ N, 1° 23′ 01″ E / 42.6217373298603°N,1.38365961827831°E               |           |                     | Modifica les dades a Wikidata |
|        | Borda Aixercader                  | Alins    | borda        |         | 42° 33′ 10″ N, 1° 16′ 38″ E / 42.5526639431084°N,1.27725870501159°E               |           |                     | Modifica les dades a Wikidata |
|        | Borda Bartomico                   | Alins    | borda        |         | 42° 33′ 31″ N, 1° 19′ 45″ E / 42.5587290680099°N,1.32924042781127°E               |           |                     | Modifica les dades a Wikidata |
|        | Borda Bellibé                     | Alins    | borda        |         | 42° 31′ 54″ N, 1° 16′ 12″ E / 42.5316155261454°N,1.26991079355824°E               |           |                     | Modifica les dades a Wikidata |
|        | Borda Cerdà                       | Alins    | borda        |         | 42° 31′ 54″ N, 1° 16′ 18″ E / 42.5316695361607°N,1.27169919274165°E               |           |                     | Modifica les dades a Wikidata |
|        | Borda Cometa                      | Alins    | borda        |         | 42° 31′ 53″ N, 1° 17′ 53″ E / 42.531461265019°N,1.29809052713791°E                |           |                     | Modifica les dades a Wikidata |
|        | Borda Cubano                      | Alins    | borda        |         | 42° 31′ 48″ N, 1° 19′ 28″ E / 42.5299412678791°N,1.32449243480667°E               |           |                     | Modifica les dades a Wikidata |
|        | Borda Ferrero                     | Alins    | borda        |         | 42° 33′ 10″ N, 1° 17′ 54″ E / 42.5528444562691°N,1.29837429763245°E               |           |                     | Modifica les dades a Wikidata |
|        | Borda Gallard                     | Alins    | borda        |         | 42° 33′ 08″ N, 1° 19′ 16″ E / 42.5522429371936°N,1.32108225814771°E               |           |                     | Modifica les dades a Wikidata |
|        | Borda Llevà                       | Alins    | borda        |         | 42° 33′ 43″ N, 1° 20′ 30″ E / 42.5620521189395°N,1.34163836598276°E               |           |                     | Modifica les dades a Wikidata |
|        | Borda Palanca                     | Alins    | borda        |         | 42° 34′ 07″ N, 1° 24′ 27″ E / 42.5687396893989°N,1.40739770855931°E               |           |                     | Modifica les dades a Wikidata |
|        | Borda Peguera                     | Alins    | borda        |         | 42° 34′ 45″ N, 1° 21′ 18″ E / 42.5790585468033°N,1.35504245067206°E               |           |                     | Modifica les dades a Wikidata |
|        | Borda Sabater                     | Alins    | borda        |         | 42° 33′ 49″ N, 1° 21′ 19″ E / 42.5635981813401°N,1.35518076134716°E               |           |                     | Modifica les dades a Wikidata |
|        | Borda vella de Gallard            | Alins    | borda        |         | 42° 32′ 30″ N, 1° 21′ 36″ E / 42.54163°N,1.36001°E                                |           |                     | Modifica les dades a Wikidata |
|        | Cabana d'Estalvedre               | Alins    | borda        |         | 42° 38′ 11″ N, 1° 22′ 54″ E / 42.6362872544821°N,1.3815511120661°E                |           |                     | Modifica les dades a Wikidata |
|        | Molina de Gallard                 | Alins    | borda        |         | 42° 33′ 09″ N, 1° 19′ 27″ E / 42.5524516779102°N,1.32426787305695°E               |           |                     | Modifica les dades a Wikidata |
|        | borda d'Arati                     | Alins    | borda        |         | 42° 33′ 59″ N, 1° 19′ 38″ E / 42.5664732194884°N,1.32735248581923°E               |           |                     | Modifica les dades a Wikidata |
|        | borda d'Areste                    | Alins    | borda        |         | 42° 37′ 32″ N, 1° 23′ 18″ E / 42.6256319300122°N,1.38843664187741°E               |           |                     | Modifica les dades a Wikidata |
|        | borda d'Arnau                     | Alins    | borda        |         | 42° 33′ 36″ N, 1° 16′ 20″ E / 42.55996°N,1.27228°E                                |           |                     | Modifica les dades a Wikidata |
|        | borda d'Auronses                  | Alins    | borda        |         | 42° 34′ 39″ N, 1° 21′ 20″ E / 42.5776238171426°N,1.35547009486978°E               |           |                     | Modifica les dades a Wikidata |
|        | borda d'Escobet                   | Alins    | borda        |         | 42° 32′ 42″ N, 1° 15′ 40″ E / 42.5449374375988°N,1.26117611666002°E               |           |                     | Modifica les dades a Wikidata |
|        | borda d'Escorbes                  | Alins    | borda        |         | 42° 35′ 20″ N, 1° 21′ 41″ E / 42.5888125435098°N,1.3614036373582°E                |           |                     | Modifica les dades a Wikidata |
|        | borda d'Estalavedra               | Alins    | borda        |         | 42° 37′ 55″ N, 1° 20′ 07″ E / 42.6318496635355°N,1.33520051071792°E               |           |                     | Modifica les dades a Wikidata |
|        | borda d'Ortone                    | Alins    | borda        |         | 42° 33′ 07″ N, 1° 16′ 40″ E / 42.55185°N,1.27766°E                                |           |                     | Modifica les dades a Wikidata |
|        | borda de Bartomeu                 | Alins    | borda        |         | 42° 31′ 52″ N, 1° 19′ 15″ E / 42.5311925586274°N,1.32076963504321°E               |           |                     | Modifica les dades a Wikidata |
|        | borda de Biscastros               | Alins    | borda        |         | 42° 32′ 20″ N, 1° 18′ 31″ E / 42.538892074754°N,1.3085930225101°E                 |           |                     | Modifica les dades a Wikidata |
|        | borda de Boixedo                  | Alins    | borda        |         | 42° 32′ 49″ N, 1° 21′ 29″ E / 42.5469181701124°N,1.35818864796842°E               |           |                     | Modifica les dades a Wikidata |
|        | borda de Bués                     | Alins    | borda        |         | 42° 37′ 25″ N, 1° 20′ 08″ E / 42.6235713087439°N,1.33565284168051°E               |           |                     | Modifica les dades a Wikidata |
|        | borda de Can Soverri              | Alins    | borda        |         | 42° 37′ 05″ N, 1° 19′ 10″ E / 42.6180678123876°N,1.31953400559342°E               |           |                     | Modifica les dades a Wikidata |
|        | borda de Clarui                   | Alins    | borda        |         | 42° 31′ 50″ N, 1° 17′ 43″ E / 42.5306534022312°N,1.29523894397881°E               |           |                     | Modifica les dades a Wikidata |
|        | borda de Clos                     | Alins    | borda        |         | 42° 34′ 57″ N, 1° 23′ 24″ E / 42.5825456638083°N,1.39004667948545°E               |           |                     | Modifica les dades a Wikidata |
|        | borda de Curtiu                   | Alins    | borda        |         | 42° 31′ 53″ N, 1° 19′ 14″ E / 42.5313709920835°N,1.32065526905692°E               |           |                     | Modifica les dades a Wikidata |
|        | borda de Felip                    | Alins    | borda        |         | 42° 32′ 12″ N, 1° 16′ 55″ E / 42.536693228198°N,1.2818629794805°E                 |           |                     | Modifica les dades a Wikidata |
|        | borda de Gallard d'Ispes          | Alins    | borda        |         | 42° 32′ 00″ N, 1° 20′ 09″ E / 42.5334558847301°N,1.33578349684532°E               |           |                     | Modifica les dades a Wikidata |
|        | borda de Guillem                  | Alins    | borda        |         | 42° 34′ 44″ N, 1° 22′ 09″ E / 42.578854963686°N,1.36914626325756°E                |           |                     | Modifica les dades a Wikidata |
|        | borda de Joanet                   | Alins    | borda        |         | 42° 33′ 35″ N, 1° 16′ 29″ E / 42.5596313551974°N,1.27467940706042°E               |           |                     | Modifica les dades a Wikidata |
|        | borda de Mallol                   | Alins    | borda        |         | 42° 34′ 50″ N, 1° 22′ 23″ E / 42.5806756703166°N,1.37305916047048°E               |           |                     | Modifica les dades a Wikidata |
|        | borda de Nabatlle                 | Alins    | borda        |         | 42° 35′ 04″ N, 1° 20′ 25″ E / 42.5844028111531°N,1.34033913337362°E               |           |                     | Modifica les dades a Wikidata |
|        | borda de Peirot                   | Alins    | borda        |         | 42° 33′ 35″ N, 1° 24′ 11″ E / 42.5598360419176°N,1.40306826775216°E Tor 1786 msnm |           | Borda de Peirot     | Modifica les dades a Wikidata |
|        | borda de Pentinado                | Alins    | borda        |         | 42° 33′ 14″ N, 1° 21′ 07″ E / 42.553933874705°N,1.3520361273368°E                 |           |                     | Modifica les dades a Wikidata |
|        | borda de Perutxo                  | Alins    | borda        |         | 42° 32′ 05″ N, 1° 15′ 35″ E / 42.534683643114°N,1.25962200376107°E                |           |                     | Modifica les dades a Wikidata |
|        | borda de Pilanera                 | Alins    | borda        |         | 42° 36′ 05″ N, 1° 18′ 22″ E / 42.60147°N,1.30606°E                                |           |                     | Modifica les dades a Wikidata |
|        | borda de Puntanou                 | Alins    | borda        |         | 42° 37′ 03″ N, 1° 19′ 22″ E / 42.6176094459524°N,1.3226677157207°E                |           |                     | Modifica les dades a Wikidata |
|        | borda de Rei                      | Alins    | borda        |         | 42° 35′ 07″ N, 1° 20′ 34″ E / 42.585317644705°N,1.3426789788785°E                 |           |                     | Modifica les dades a Wikidata |
|        | borda de Ribaleres                | Alins    | borda        |         | 42° 32′ 24″ N, 1° 20′ 22″ E / 42.5399845070067°N,1.33948261819099°E               |           |                     | Modifica les dades a Wikidata |
|        | borda de Ruada                    | Alins    | borda        |         | 42° 37′ 11″ N, 1° 19′ 25″ E / 42.6197573329828°N,1.32359770893048°E               |           |                     | Modifica les dades a Wikidata |
|        | borda de Sansa                    | Alins    | borda        |         | 42° 32′ 08″ N, 1° 15′ 44″ E / 42.535499173401°N,1.26232696958233°E                |           |                     | Modifica les dades a Wikidata |
|        | borda de Sant Francesc            | Alins    | borda        |         | 42° 32′ 48″ N, 1° 15′ 25″ E / 42.5465918135045°N,1.25685535339625°E               |           |                     | Modifica les dades a Wikidata |
|        | borda de Senyor                   | Alins    | borda        |         | 42° 31′ 33″ N, 1° 19′ 55″ E / 42.525728329134°N,1.3320805658367°E                 |           |                     | Modifica les dades a Wikidata |
|        | borda de Tirvió                   | Alins    | borda        |         | 42° 35′ 04″ N, 1° 22′ 21″ E / 42.58436982762°N,1.37256093108102°E                 |           |                     | Modifica les dades a Wikidata |
|        | borda de Xurret                   | Alins    | borda        |         | 42° 33′ 51″ N, 1° 19′ 46″ E / 42.5641541005939°N,1.32949765950806°E               |           |                     | Modifica les dades a Wikidata |
|        | borda de l'Ermengol               | Alins    | borda        |         | 42° 34′ 37″ N, 1° 19′ 43″ E / 42.5768661909849°N,1.32863435467166°E               |           |                     | Modifica les dades a Wikidata |
|        | borda de la Llena                 | Alins    | borda        |         | 42° 37′ 49″ N, 1° 20′ 04″ E / 42.63021°N,1.3344°E                                 |           |                     | Modifica les dades a Wikidata |
|        | borda de la Muntanyeta            | Alins    | borda        |         | 42° 33′ 24″ N, 1° 16′ 25″ E / 42.5565812744047°N,1.27366716829674°E               |           |                     | Modifica les dades a Wikidata |
|        | borda de la Nena d'Ainet de Besan | Alins    | borda        |         | 42° 31′ 34″ N, 1° 19′ 54″ E / 42.5260133386763°N,1.33179289329608°E               |           |                     | Modifica les dades a Wikidata |
|        | borda de la Selva                 | Alins    | borda        |         | 42° 37′ 08″ N, 1° 20′ 17″ E / 42.6188960650462°N,1.3380331267156°E                |           |                     | Modifica les dades a Wikidata |
|        | borda de les Canals               | Alins    | borda        |         | 42° 34′ 37″ N, 1° 19′ 51″ E / 42.577039090704°N,1.3307134036472°E                 |           |                     | Modifica les dades a Wikidata |
|        | borda del Cisquet                 | Alins    | borda        |         | 42° 34′ 11″ N, 1° 22′ 59″ E / 42.5697226466279°N,1.383066420898°E                 |           |                     | Modifica les dades a Wikidata |
|        | borda del Coix                    | Alins    | borda        |         | 42° 34′ 51″ N, 1° 21′ 37″ E / 42.5809070465002°N,1.36023372284529°E               |           |                     | Modifica les dades a Wikidata |
|        | borda del Ferrer                  | Alins    | borda        |         | 42° 32′ 34″ N, 1° 18′ 48″ E / 42.5426664056733°N,1.31347176583904°E               |           |                     | Modifica les dades a Wikidata |
|        | borda del Viudo                   | Alins    | borda        |         | 42° 31′ 57″ N, 1° 19′ 11″ E / 42.5325442582365°N,1.31960101712151°E               |           |                     | Modifica les dades a Wikidata |
|        | borda dels Pallers                | Alins    | borda        |         | 42° 34′ 17″ N, 1° 19′ 27″ E / 42.5714985827233°N,1.32429403835043°E               |           |                     | Modifica les dades a Wikidata |
|        | bordes d'Aixerto                  | Alins    | borda        |         | 42° 33′ 39″ N, 1° 18′ 00″ E / 42.560930004153°N,1.30010363520308°E                |           |                     | Modifica les dades a Wikidata |
|        | bordes d'Alins                    | Alins    | borda        |         | 42° 32′ 24″ N, 1° 21′ 44″ E / 42.5401304071906°N,1.36212948414714°E               |           |                     | Modifica les dades a Wikidata |
|        | bordes d'Araós                    | Alins    | borda        |         | 42° 32′ 40″ N, 1° 15′ 39″ E / 42.544482441798°N,1.2609458858956°E                 |           |                     | Modifica les dades a Wikidata |
|        | bordes d'Ose                      | Alins    | borda        |         | 42° 34′ 12″ N, 1° 18′ 42″ E / 42.5700435158839°N,1.31167421910101°E               |           |                     | Modifica les dades a Wikidata |
|        | bordes de Bedet                   | Alins    | borda        |         | 42° 37′ 32″ N, 1° 19′ 42″ E / 42.625631042103°N,1.3281959365017°E                 |           |                     | Modifica les dades a Wikidata |
|        | bordes de Boixedo                 | Alins    | borda        |         | 42° 32′ 17″ N, 1° 22′ 06″ E / 42.53795676991°N,1.3682868974724°E                  |           |                     | Modifica les dades a Wikidata |
|        | bordes de Buiro                   | Alins    | borda        |         | 42° 31′ 43″ N, 1° 18′ 11″ E / 42.5287°N,1.30319°E 1392 msnm                       |           | Bordes de Buiro     | Modifica les dades a Wikidata |
|        | bordes de Costuix                 | Alins    | borda        |         | 42° 35′ 29″ N, 1° 18′ 36″ E / 42.5913°N,1.30995°E 1725 msnm                       |           | Bordes de Costuix   | Modifica les dades a Wikidata |
|        | bordes de Crusos                  | Alins    | borda        |         | 42° 36′ 13″ N, 1° 20′ 18″ E / 42.60374°N,1.33833°E                                |           |                     | Modifica les dades a Wikidata |
|        | bordes de Plaià                   | Alins    | borda        |         | 42° 33′ 33″ N, 1° 24′ 13″ E / 42.5591051526724°N,1.40361071592509°E               |           |                     | Modifica les dades a Wikidata |
|        | bordes de Plau                    | Alins    | borda        |         | 42° 36′ 00″ N, 1° 19′ 17″ E / 42.6000562653835°N,1.32132250718898°E               |           |                     | Modifica les dades a Wikidata |
|        | bordes de Sança                   | Alins    | borda        |         | 42° 34′ 06″ N, 1° 24′ 28″ E / 42.568229225333°N,1.4077024208622°E                 |           |                     | Modifica les dades a Wikidata |
|        | bordes de Virós                   | Alins    | borda        |         | 42° 31′ 36″ N, 1° 16′ 51″ E / 42.526773114981°N,1.2809174336248°E                 |           |                     | Modifica les dades a Wikidata |
|        | bordes de la Muntanyeta           | Alins    | borda        |         | 42° 33′ 47″ N, 1° 16′ 51″ E / 42.5630296277254°N,1.28088396106301°E               |           |                     | Modifica les dades a Wikidata |
|        | bordes de la Rebuira              | Alins    | borda        |         | 42° 37′ 41″ N, 1° 20′ 59″ E / 42.6279277277211°N,1.3498170136083°E                |           |                     | Modifica les dades a Wikidata |
|        | bordes del Campo                  | Alins    | borda        |         | 42° 34′ 30″ N, 1° 21′ 40″ E / 42.5751213961888°N,1.36120171643321°E               |           |                     | Modifica les dades a Wikidata |
|        | la Borda Cremada                  | Alins    | borda        |         | 42° 37′ 12″ N, 1° 20′ 07″ E / 42.6198935818256°N,1.33540940697548°E               |           |                     | Modifica les dades a Wikidata |
|        | la Bordeta                        | Alins    | borda        |         | 42° 32′ 14″ N, 1° 16′ 24″ E / 42.5373246113482°N,1.27346721091062°E               |           |                     | Modifica les dades a Wikidata |
|        | la Farga                          | Alins    | borda        |         | 42° 37′ 14″ N, 1° 19′ 43″ E / 42.6205679842152°N,1.32853870153508°E               |           |                     | Modifica les dades a Wikidata |
|        | la Pardina de Cassols             | Alins    | borda        |         | 42° 32′ 18″ N, 1° 19′ 05″ E / 42.5382215874834°N,1.31802399926135°E               |           |                     | Modifica les dades a Wikidata |

## cabana
| imatge | Nom               | Ubicat a | instància de | Detalls    | coordenades                                                                                          | Protecció | Commons (més fotos) | Dades a WD                    |
| ------ | ----------------- | -------- | ------------ | ---------- | --- | --------- | ------------------- | ----------------------------- |
|        | cabana de Basello | Alins    | cabana       |            | 42° 38′ 04″ N, 1° 21′ 43″ E / 42.63444444°N,1.36205278°E ca:Al camí de l'estany de Baborte 1971 msnm |           | Cabana de Basello   | Modifica les dades a Wikidata |
|        | cabana de Boet    | Alins    | cabana       | 2001-09-29 | 42° 37′ 09″ N, 1° 23′ 26″ E / 42.61921389°N,1.39055556°E ca:A la dreta del Pla e Boet 1871 msnm      |           | Cabana de Boet      | Modifica les dades a Wikidata |

## casa
| imatge | Nom                    | Ubicat a | instància de | Detalls                                  | coordenades                                                                                      | Protecció                                  | Commons (més fotos)    | Dades a WD                    |
| ------ | ---------------------- | -------- | ------------ | ---------------------------------------- | ------------------------------------------------------------------------------------------------ | ------------------------------------------ | ---------------------- | ----------------------------- |
|        | Casa Cerdà             | Alins    | casa         | Estil: arquitectura popular              | 42° 34′ 16″ N, 1° 23′ 56″ E / 42.571054°N,1.398814°E                                             | bé integrant del patrimoni cultural català |                        | Modifica les dades a Wikidata |
|        | Casa Cintet d'Alins    | Alins    | casa         | Estil: arquitectura popular              | 42° 32′ 54″ N, 1° 19′ 04″ E / 42.548317°N,1.317835°E                                             | bé integrant del patrimoni cultural català |                        | Modifica les dades a Wikidata |
|        | Casa Jepet             | Alins    | casa         | Estil: arquitectura popular              | 42° 32′ 18″ N, 1° 17′ 50″ E / 42.538287°N,1.297214°E                                             | bé integrant del patrimoni cultural català |                        | Modifica les dades a Wikidata |
|        | Casa Manau             | Alins    | casa         | Estil: arquitectura popular              | 42° 32′ 18″ N, 1° 17′ 48″ E / 42.538235°N,1.296585°E Ainet de Besan                              | bé integrant del patrimoni cultural català |                        | Modifica les dades a Wikidata |
|        | Casa Miquel            | Alins    | casa         | Estil: arquitectura popular              | 42° 32′ 16″ N, 1° 17′ 42″ E / 42.537832°N,1.295095°E                                             | bé integrant del patrimoni cultural català |                        | Modifica les dades a Wikidata |
|        | Casa Permayol          | Alins    | casa         | Estil: arquitectura popular              | 42° 33′ 53″ N, 1° 20′ 38″ E / 42.564772°N,1.343927°E                                             | bé integrant del patrimoni cultural català |                        | Modifica les dades a Wikidata |
|        | Casa a la Força d'Àreu | Alins    | casa         | Estil: arquitectura popular 19th century | 42° 35′ 31″ N, 1° 19′ 28″ E / 42.5919°N,1.324312°E ca:Plaça entrada del nucli de la Força d'Àreu | bé integrant del patrimoni cultural català | Casa a la Força d'Àreu | Modifica les dades a Wikidata |
|        | Casa del Ferrer        | Alins    | casa         | Estil: arquitectura popular              | 42° 32′ 18″ N, 1° 17′ 52″ E / 42.538415°N,1.297649°E                                             | bé integrant del patrimoni cultural català |                        | Modifica les dades a Wikidata |
|        | Casa-rectoria          | Alins    | casa         | Estil: arquitectura popular              | 42° 32′ 18″ N, 1° 17′ 48″ E / 42.538391°N,1.296633°E                                             | bé integrant del patrimoni cultural català |                        | Modifica les dades a Wikidata |
|        | el Colomer             | Alins    | casa         |                                          | 42° 32′ 58″ N, 1° 19′ 10″ E / 42.5495°N,1.31931°E 1053.2 msnm                                    |                                            |                        | Modifica les dades a Wikidata |

## castell
| imatge | Nom              | Ubicat a | instància de                | Detalls                     | coordenades                                                                               | Protecció                                            | Commons (més fotos) | Dades a WD                    |
| ------ | ---------------- | -------- | --------------------------- | --------------------------- | ----------------------------------------------------------------------------------------- | ---------------------------------------------------- | ------------------- | ----------------------------- |
|        | Castell de Tor   | Alins    | castell                     | Estil: arquitectura popular | 42° 34′ 18″ N, 1° 23′ 53″ E / 42.571678°N,1.39793°E ca:Al roc de Sant Pere, Tor 1766 msnm | bé d'interès cultural bé cultural d'interès nacional | La Força de Tor     | Modifica les dades a Wikidata |
|        | La Força d'Araós | Alins    | castell edifici desaparegut |                             | 42° 32′ 12″ N, 1° 15′ 30″ E / 42.53655556°N,1.25834167°E 981.7 msnm                       |                                                      |                     | Modifica les dades a Wikidata |
|        | la Força d'Àreu  | Alins    | castell nucli de població   | Estil: arquitectura popular | 42° 35′ 30″ N, 1° 19′ 27″ E / 42.591663°N,1.324225°E 1272 msnm                            | bé d'interès cultural bé cultural d'interès nacional | La Força d'Àreu     | Modifica les dades a Wikidata |

## circ glaciar
| imatge | Nom             | Ubicat a | instància de      | Detalls | coordenades                                                       | Protecció | Commons (més fotos) | Dades a WD                    |
| ------ | --------------- | -------- | ----------------- | ------- | ----------------------------------------------------------------- | --------- | ------------------- | ----------------------------- |
|        | Circ de Baborte | Alins    | circ glaciar      |         | 42° 39′ 00″ N, 1° 21′ 46″ E / 42.650025°N,1.362799°E Vall Ferrera |           | Circ de Baborte     | Modifica les dades a Wikidata |
|        | Circ de Baiau   | Alins    | circ glaciar      |         | 42° 36′ 01″ N, 1° 25′ 36″ E / 42.600218°N,1.426693°E 2479 msnm    |           | Circ de Baiau       | Modifica les dades a Wikidata |
|        | Coma d'Estats   | Alins    | circ glaciar coma |         | 42° 39′ 41″ N, 1° 23′ 24″ E / 42.661348°N,1.389923°E Vall Ferrera |           | Coma d'Estats       | Modifica les dades a Wikidata |

## collada
| imatge | Nom                   | Ubicat a                | instància de | Detalls         | coordenades                                                                        | Protecció | Commons (més fotos)   | Dades a WD                    |
| ------ | --------------------- | ----------------------- | ------------ | --------------- | ---------------------------------------------------------------------------------- | --------- | --------------------- | ----------------------------- |
|        | Coll de Tudela        | Alins Esterri de Cardós | collada      |                 | 42° 35′ 50″ N, 1° 17′ 42″ E / 42.59715278°N,1.29509167°E Serra de Tudela 2237 msnm |           | Coll de Tudela        | Modifica les dades a Wikidata |
|        | Port Negre de Pallars | la Massana Alins        | collada      |                 | 42° 34′ 11″ N, 1° 26′ 38″ E / 42.569652777777776°N,1.4439111111111111°E 2492 msnm  |           | Port Negre de Pallars | Modifica les dades a Wikidata |
|        | Port Vell             | Ausat Alins             | collada      |                 | 42° 37′ 51″ N, 1° 25′ 07″ E / 42.630719°N,1.418718°E                               |           |                       | Modifica les dades a Wikidata |
|        | Port de Cabús         | Alins la Massana        | collada      |                 | 42° 32′ 47″ N, 1° 25′ 11″ E / 42.546389°N,1.419722°E 2302 msnm                     |           | Port de Cabús         | Modifica les dades a Wikidata |
|        | Port de Canalbona     | Alins Val de Sòs        | collada      |                 | 42° 39′ 23″ N, 1° 24′ 37″ E / 42.6565°N,1.41024°E 2799.5 msnm                      |           |                       | Modifica les dades a Wikidata |
|        | Port de Sotllo        | Alins Ausat             | collada      |                 | 42° 40′ 08″ N, 1° 23′ 31″ E / 42.668799°N,1.391856°E massís del Montcalm 2874 msnm |           | Port de Sotllo        | Modifica les dades a Wikidata |
|        | coll de Sellente      | Alins Lladorre          | collada      |                 | 42° 38′ 51″ N, 1° 21′ 13″ E / 42.647437°N,1.353537°E 2488 msnm                     |           | Coll de Sellente      | Modifica les dades a Wikidata |
|        | collada Plana         | Alins                   | collada      |                 | 42° 33′ 05″ N, 1° 16′ 03″ E / 42.5515°N,1.26757°E                                  |           |                       | Modifica les dades a Wikidata |
|        | port de Boet          | Alins Ausat             | collada      |                 | 42° 37′ 06″ N, 1° 25′ 42″ E / 42.618411°N,1.428254°E Vall Ferrera 2511 msnm        |           | Port de Bouet         | Modifica les dades a Wikidata |
|        | portella de Baiau     | Alins la Massana        | collada      | Hi passa: GR 11 | 42° 35′ 34″ N, 1° 26′ 20″ E / 42.592658°N,1.438758°E Vall Ferrera 2777 msnm        |           | Portella de Baiau     | Modifica les dades a Wikidata |

## creu de terme
| imatge | Nom                               | Ubicat a | instància de  | Detalls                                   | coordenades                                                                                     | Protecció                                  | Commons (més fotos)                | Dades a WD                    |
| ------ | --------------------------------- | -------- | ------------- | ----------------------------------------- | ----------------------------------------------------------------------------------------------- | ------------------------------------------ | ---------------------------------- | ----------------------------- |
|        | creu de terme al cementiri d'Àreu | Alins    | creu de terme | Estil: arquitectura romànica 12nd century | 42° 35′ 17″ N, 1° 19′ 35″ E / 42.587968°N,1.326273°E ca:Exterior de l'església d'Àreu 1225 msnm | bé integrant del patrimoni cultural català | Creu de terme al cementiri d'Àreu  | Modifica les dades a Wikidata |
|        | creu de terme d'Alins             | Alins    | creu de terme | Estil: arquitectura romànica 13rd century | 42° 32′ 55″ N, 1° 19′ 02″ E / 42.548662°N,1.3172°E ca:Al costat de l'església d'Alins 1048 msnm | bé integrant del patrimoni cultural català | Creu de terme a l'església d'Alins | Modifica les dades a Wikidata |

## curs d'aigua
| imatge | Nom                    | Ubicat a     | instància de | Detalls                                                | coordenades | Protecció | Commons (més fotos)    | Dades a WD                    |
| ------ | ---------------------- | ------------ | ------------ | ------------------------------------------------------ | --- | --------- | ---------------------- | ----------------------------- |
|        | Barranc de Ribaleres   | Alins        | curs d'aigua | Desemboca: Noguera de Vallferrera                      | 42° 31′ 52″ N, 1° 20′ 37″ E / 42.531°N,1.34372°E                                                                       |           |                        | Modifica les dades a Wikidata |
|        | Noguera de Tor         | Alins        | curs d'aigua | Desemboca: Noguera de Vallferrera Llarg: 12.5km        | 42° 34′ 14″ N, 1° 23′ 54″ E / 42.570649°N,1.398354°E 42° 33′ 14″ N, 1° 19′ 36″ E / 42.554023°N,1.326601°E              |           |                        | Modifica les dades a Wikidata |
|        | Noguera de Vallferrera | Alins Tírvia | curs d'aigua | Desemboca: Noguera de Cardós Llarg: 29km Conca: 188km² | 42° 31′ 17″ N, 1° 14′ 16″ E / 42.521388888889°N,1.2377777777778°E 42° 35′ 50″ N, 1° 25′ 40″ E / 42.597188°N,1.427905°E |           | Noguera de Vallferrera | Modifica les dades a Wikidata |
|        | barranc d'Escalze      | Alins        | curs d'aigua |                                                        | 42° 33′ 10″ N, 1° 17′ 26″ E / 42.5529°N,1.29065°E                                                                      |           |                        | Modifica les dades a Wikidata |
|        | canal de Rois          | Alins        | curs d'aigua | Desemboca: Noguera de Vallferrera                      | 42° 36′ 42″ N, 1° 18′ 16″ E / 42.6117°N,1.30442°E                                                                      |           |                        | Modifica les dades a Wikidata |

## entitat singular de població
| imatge | Nom            | Ubicat a | instància de                                                    | Detalls | coordenades                                                                       | Protecció | Commons (més fotos) | Dades a WD                    |
| ------ | -------------- | -------- | --------------------------------------------------------------- | ------- | --------------------------------------------------------------------------------- | --------- | ------------------- | ----------------------------- |
|        | Ainet de Besan | Alins    | entitat singular de població entitat municipal descentralitzada | 53 hab  | 42° 32′ 18″ N, 1° 17′ 49″ E / 42.538243°N,1.296987°E 1008 msnm                    |           | Ainet de Besan      | Modifica les dades a Wikidata |
|        | Alins          | Alins    | entitat singular de població capital municipal                  | 75 hab  | 42° 33′ 02″ N, 1° 19′ 11″ E / 42.550555555555555°N,1.3197222222222222°E 1049 msnm |           |                     | Modifica les dades a Wikidata |
|        | Araós          | Alins    | entitat singular de població entitat municipal descentralitzada | 56 hab  | 42° 32′ 06″ N, 1° 15′ 42″ E / 42.535006°N,1.26161°E 1225.5 msnm                   |           |                     | Modifica les dades a Wikidata |
|        | Besan          | Alins    | entitat singular de població                                    | 4 hab   | 42° 32′ 36″ N, 1° 16′ 27″ E / 42.54341111°N,1.27414167°E 1254 msnm                |           | Besan (Alins)       | Modifica les dades a Wikidata |
|        | Norís          | Alins    | entitat singular de població                                    | 10 hab  | 42° 33′ 53″ N, 1° 20′ 37″ E / 42.56481111°N,1.34365°E 1254 msnm                   |           | Norís               | Modifica les dades a Wikidata |
|        | Tor            | Alins    | entitat singular de població                                    | 13 hab  | 42° 34′ 14″ N, 1° 23′ 56″ E / 42.570684°N,1.398757°E 1649.5 msnm                  |           | Tor (Alins)         | Modifica les dades a Wikidata |
|        | Àreu           | Alins    | entitat singular de població entitat municipal descentralitzada | 64 hab  | 42° 35′ 17″ N, 1° 19′ 35″ E / 42.588072°N,1.326428°E 1225.5 msnm                  |           | Àreu                | Modifica les dades a Wikidata |

## església
| imatge | Nom                                    | Ubicat a | instància de              | Detalls                                                          | coordenades                                                                                               | Protecció                                  | Commons (més fotos)             | Dades a WD                    |
| ------ | -------------------------------------- | -------- | ------------------------- | ---------------------------------------------------------------- | --- | ------------------------------------------ | ------------------------------- | ----------------------------- |
|        | Mare de Déu de Montserrat de Casa Coix | Alins    | església                  |                                                                  | 42° 32′ 53″ N, 1° 19′ 00″ E / 42.548047°N,1.316793°E 1047.7 msnm                                          | bé integrant del patrimoni cultural català |                                 | Modifica les dades a Wikidata |
|        | Sant Ambròs de Tor                     | Alins    | església                  | Estil: art preromànic arquitectura popular                       | 42° 34′ 37″ N, 1° 24′ 33″ E / 42.577067°N,1.409224°E ca:Barranc de Vallpeguera, al nord de Tor 1960 msnm  | bé cultural d'interès local                | Sant Ambròs de Tor              | Modifica les dades a Wikidata |
|        | Sant Climent d'Àreu                    | Alins    | església                  | Estil: arquitectura popular                                      | 42° 35′ 16″ N, 1° 19′ 34″ E / 42.587837°N,1.326084°E 1225.5 msnm                                          | bé integrant del patrimoni cultural català | Sant Climent d'Àreu             | Modifica les dades a Wikidata |
|        | Sant Esteve d'Araós                    | Alins    | església                  | Estil: arquitectura romànica                                     | 42° 32′ 07″ N, 1° 15′ 40″ E / 42.535229°N,1.261193°E 930 msnm                                             | bé cultural d'interès local                |                                 | Modifica les dades a Wikidata |
|        | Sant Feliu de la Força d'Àreu          | Àreu     | església                  | Estil: art preromànic arquitectura romànica 10th century         | 42° 35′ 31″ N, 1° 19′ 25″ E / 42.591861°N,1.323527°E 1256 msnm                                            | bé cultural d'interès local                | Sant Feliu de la Força          | Modifica les dades a Wikidata |
|        | Sant Francesc d'Araós                  | Alins    | església                  | Estil: arquitectura preromànica arquitectura popular 7th century | 42° 32′ 04″ N, 1° 15′ 25″ E / 42.534572°N,1.257053°E 931 msnm                                             | bé cultural d'interès local                | Sant Francesc d'Araós           | Modifica les dades a Wikidata |
|        | Sant Joan d'Àreu                       | Alins    | església                  |                                                                  | 42° 34′ 09″ N, 1° 19′ 49″ E / 42.56911889°N,1.33020556°E 1133 msnm                                        |                                            |                                 | Modifica les dades a Wikidata |
|        | Sant Julià d'Ainet de Besan            | Alins    | església                  |                                                                  | 42° 32′ 19″ N, 1° 17′ 48″ E / 42.538491°N,1.296728°E 1008.5 msnm                                          | bé integrant del patrimoni cultural català |                                 | Modifica les dades a Wikidata |
|        | Sant Lliser de Virós                   | Alins    | església edifici històric | Estil: arquitectura romànica 11st century                        | 42° 31′ 40″ N, 1° 16′ 46″ E / 42.527822°N,1.279363°E 1380 msnm                                            | bé cultural d'interès local                | Sant Lliser de Virós            | Modifica les dades a Wikidata |
|        | Sant Martí d'Alins                     | Alins    | església                  |                                                                  | 42° 33′ 00″ N, 1° 19′ 06″ E / 42.54991111°N,1.31831694°E 1047.7 msnm                                      |                                            |                                 | Modifica les dades a Wikidata |
|        | Sant Miquel de Besan                   | Alins    | església                  | Estil: arquitectura romànica                                     | 42° 32′ 28″ N, 1° 16′ 31″ E / 42.541239°N,1.275414°E 1226 msnm                                            | bé cultural d'interès local                | Sant Miquel de Besan            | Modifica les dades a Wikidata |
|        | Sant Pere de Tor                       | Alins    | església                  |                                                                  | 42° 34′ 14″ N, 1° 23′ 55″ E / 42.570684°N,1.398726°E 1660 msnm                                            | bé cultural d'interès local                | Sant Pere de Tor                | Modifica les dades a Wikidata |
|        | Sant Pere de la Força                  | Alins    | església                  | Estil: art preromànic arquitectura popular 6th century           | 42° 34′ 20″ N, 1° 23′ 50″ E / 42.572096°N,1.397337°E ca:Turó rocós sobre el poble de Tor, Alins 1750 msnm | bé cultural d'interès local                | Sant Pere de la Força           | Modifica les dades a Wikidata |
|        | Sant Quirze d'Alins                    | Alins    | església                  |                                                                  | 42° 32′ 42″ N, 1° 18′ 56″ E / 42.544983°N,1.31552°E 1047.7 msnm                                           | bé cultural d'interès local                | Sant Quirze d'Alins             | Modifica les dades a Wikidata |
|        | Sant Ramon de Casa Ramonet             | Alins    | església                  |                                                                  | 42° 33′ 00″ N, 1° 19′ 06″ E / 42.54991111°N,1.31831694°E 1047.7 msnm                                      |                                            |                                 | Modifica les dades a Wikidata |
|        | Sant Roc d'Alins                       | Alins    | església                  |                                                                  | 42° 33′ 00″ N, 1° 19′ 06″ E / 42.54991111°N,1.31831694°E 1047.7 msnm                                      |                                            |                                 | Modifica les dades a Wikidata |
|        | Sant Serni de Norís                    | Alins    | església                  | Estil: arquitectura romànica 11st century                        | 42° 33′ 53″ N, 1° 20′ 35″ E / 42.564763°N,1.342989°E Norís 1254 msnm                                      | bé cultural d'interès local                | Sant Serni de Norís             | Modifica les dades a Wikidata |
|        | Sant Vicenç d'Alins                    | Alins    | església                  |                                                                  | 42° 32′ 56″ N, 1° 19′ 02″ E / 42.548829°N,1.317121°E 1047.7 msnm                                          | bé cultural d'interès local                | Sant Vicenç d'Alins             | Modifica les dades a Wikidata |
|        | Santa Maria de Besan                   | Alins    | església                  |                                                                  | 42° 32′ 35″ N, 1° 16′ 25″ E / 42.542954°N,1.273571°E 1143.4 msnm                                          | bé cultural d'interès local                | Santa Maria de Besan            | Modifica les dades a Wikidata |
|        | Santa Maria de Buiro                   | Alins    | església                  | Estil: arquitectura romànica                                     | 42° 31′ 53″ N, 1° 18′ 10″ E / 42.531351°N,1.30287°E 1380 msnm                                             | bé cultural d'interès local                | Santa Maria de Buiro            | Modifica les dades a Wikidata |
|        | Santa Maria de la Torre                | Alins    | església                  | Estil: arquitectura romànica                                     | 42° 34′ 05″ N, 1° 19′ 44″ E / 42.567991°N,1.329015°E 1133 msnm                                            | bé cultural d'interès local                | Santa Maria de la Torre (Alins) | Modifica les dades a Wikidata |
|        | el Sant Crist d'Ainet de Besan         | Alins    | església                  |                                                                  | 42° 32′ 22″ N, 1° 17′ 55″ E / 42.53933889°N,1.29861667°E 1008.5 msnm                                      |                                            |                                 | Modifica les dades a Wikidata |
|        | el Sant Crist d'Alins                  | Alins    | església                  |                                                                  | 42° 33′ 06″ N, 1° 19′ 09″ E / 42.55167833°N,1.31924389°E 1052.2 msnm                                      |                                            |                                 | Modifica les dades a Wikidata |
|        | el Sant Crist d'Araós                  | Alins    | església                  |                                                                  | 42° 32′ 08″ N, 1° 15′ 34″ E / 42.53542333°N,1.25949722°E 903 msnm                                         |                                            |                                 | Modifica les dades a Wikidata |
|        | el Sant Crist d'Àreu                   | Alins    | església                  |                                                                  | 42° 35′ 21″ N, 1° 19′ 39″ E / 42.58916944°N,1.32752222°E 1225.5 msnm                                      |                                            |                                 | Modifica les dades a Wikidata |
|        | la Puríssima de Casa Coix              | Alins    | església                  |                                                                  | 42° 33′ 00″ N, 1° 19′ 06″ E / 42.5499°N,1.31832°E 1047.7 msnm                                             |                                            |                                 | Modifica les dades a Wikidata |

## font
| imatge | Nom                     | Ubicat a | instància de | Detalls | coordenades                                                         | Protecció | Commons (més fotos) | Dades a WD                    |
| ------ | ----------------------- | -------- | ------------ | ------- | ------------------------------------------------------------------- | --------- | ------------------- | ----------------------------- |
|        | font Tallada            | Alins    | font         |         | 42° 37′ 31″ N, 1° 22′ 10″ E / 42.625181705667°N,1.36935181746287°E  |           |                     | Modifica les dades a Wikidata |
|        | font de Barba           | Alins    | font         |         | 42° 34′ 44″ N, 1° 23′ 21″ E / 42.5789040821137°N,1.38916555755814°E |           |                     | Modifica les dades a Wikidata |
|        | font de Benses          | Alins    | font         |         | 42° 35′ 02″ N, 1° 18′ 54″ E / 42.5837977746405°N,1.31493455607319°E |           |                     | Modifica les dades a Wikidata |
|        | font de Juniscos        | Alins    | font         |         | 42° 36′ 47″ N, 1° 19′ 51″ E / 42.613064112052°N,1.330970570548°E    |           |                     | Modifica les dades a Wikidata |
|        | font de Sotllo          | Alins    | font         |         | 42° 39′ 25″ N, 1° 22′ 31″ E / 42.6569997710638°N,1.37520645798645°E |           |                     | Modifica les dades a Wikidata |
|        | font de la Cabana Vella | Alins    | font         |         | 42° 37′ 01″ N, 1° 23′ 17″ E / 42.616881096092°N,1.38796737511859°E  |           |                     | Modifica les dades a Wikidata |
|        | font de la Gallarda     | Alins    | font         |         | 42° 35′ 24″ N, 1° 19′ 41″ E / 42.5899083561382°N,1.32817616529928°E |           |                     | Modifica les dades a Wikidata |
|        | font del Capellà        | Alins    | font         |         | 42° 31′ 55″ N, 1° 15′ 54″ E / 42.531935587856°N,1.2649469383586°E   |           |                     | Modifica les dades a Wikidata |
|        | fonts Verdes            | Alins    | font         |         | 42° 36′ 17″ N, 1° 18′ 03″ E / 42.6047000147071°N,1.30096178535718°E |           |                     | Modifica les dades a Wikidata |

## indret
| imatge | Nom             | Ubicat a | instància de | Detalls | coordenades                                                    | Protecció | Commons (més fotos) | Dades a WD                    |
| ------ | --------------- | -------- | ------------ | ------- | -------------------------------------------------------------- | --------- | ------------------- | ----------------------------- |
|        | Aixeus          | Alins    | indret       |         |                                                                |           |                     | Modifica les dades a Wikidata |
|        | Pla d'Arcalís   | Alins    | indret       |         | 42° 36′ 42″ N, 1° 23′ 48″ E / 42.6117°N,1.39662°E 2015 msnm    |           | Pla d'Arcalís       | Modifica les dades a Wikidata |
|        | Pla de Boet     | Alins    | indret       |         | 42° 37′ 06″ N, 1° 23′ 23″ E / 42.618353°N,1.389855°E 1880 msnm |           | Pla de Boet         | Modifica les dades a Wikidata |
|        | Pla de la Selva | Alins    | indret       |         | 42° 37′ 17″ N, 1° 20′ 38″ E / 42.621454°N,1.343946°E 1690 msnm |           | Pla de la Selva     | Modifica les dades a Wikidata |

## llac glacial
| imatge | Nom                              | Ubicat a | instància de | Detalls                                     | coordenades                                                                   | Protecció | Commons (més fotos)              | Dades a WD                    |
| ------ | -------------------------------- | -------- | ------------ | ------------------------------------------- | ----------------------------------------------------------------------------- | --------- | -------------------------------- | ----------------------------- |
|        | estany Fondo                     | Alins    | llac glacial | Llarg: 647m Ample: 228m Superfície: 10.14ha | 42° 38′ 48″ N, 1° 23′ 38″ E / 42.6466381145512°N,1.39396929361417°E 2479 msnm |           |                                  | Modifica les dades a Wikidata |
|        | estany d'Aixeus                  | Alins    | llac glacial | Superfície: 3.8ha                           | 42° 36′ 35″ N, 1° 22′ 14″ E / 42.609834°N,1.370686°E Vall Ferrera 2363 msnm   |           | Estany d'Aixeus                  | Modifica les dades a Wikidata |
|        | estany d'Areste                  | Alins    | llac glacial |                                             | 42° 38′ 15″ N, 1° 24′ 17″ E / 42.637528766078°N,1.4047165929044°E             |           |                                  | Modifica les dades a Wikidata |
|        | estany d'Estats                  | Alins    | llac glacial | Llarg: 350m Ample: 153m Superfície: 5.47ha  | 42° 39′ 27″ N, 1° 23′ 24″ E / 42.657553°N,1.390004°E Vall Ferrera 2463 msnm   |           | Estany d'Estats                  | Modifica les dades a Wikidata |
|        | estany de Baborte                | Alins    | llac glacial | Llarg: 510m Ample: 258m Superfície: 6.85ha  | 42° 38′ 39″ N, 1° 21′ 53″ E / 42.644054°N,1.364705°E 2335 msnm                |           | Estany de Baborte                | Modifica les dades a Wikidata |
|        | estany de Sotllo                 | Alins    | llac glacial | Llarg: 377m Ample: 194m Superfície: 5.88ha  | 42° 39′ 04″ N, 1° 23′ 00″ E / 42.651128°N,1.383295°E Vall Ferrera 2342 msnm   |           | Estany de Sotllo                 | Modifica les dades a Wikidata |
|        | estany del Port Vell             | Alins    | llac glacial |                                             | 42° 37′ 59″ N, 1° 24′ 39″ E / 42.633112459931°N,1.4109273477327°E             |           |                                  | Modifica les dades a Wikidata |
|        | estany del Port de Boet          | Alins    | llac glacial | Llarg: 62m Ample: 36m Superfície: 0.15ha    | 42° 37′ 05″ N, 1° 25′ 39″ E / 42.6179187092802°N,1.42762882675166°E 2491 msnm |           | Estany del Port de Boet          | Modifica les dades a Wikidata |
|        | estanyet de Baiau                | Alins    | llac glacial | Llarg: 109m Ample: 66m                      | 42° 36′ 00″ N, 1° 25′ 44″ E / 42.6000136392907°N,1.4287740141025°E 2403 msnm  |           |                                  | Modifica les dades a Wikidata |
|        | estanyet de Norís                | Alins    | llac glacial | Llarg: 48m Ample: 62m                       | 42° 36′ 07″ N, 1° 22′ 32″ E / 42.601814°N,1.375482°E 2690 msnm                |           |                                  | Modifica les dades a Wikidata |
|        | estanyets de Sotllo              | Alins    | llac glacial |                                             | 42° 39′ 51″ N, 1° 22′ 51″ E / 42.664209630183°N,1.3808507471832°E 2626 msnm   |           | Estanyets de Sotllo              | Modifica les dades a Wikidata |
|        | estanyol Occidental de Canalbona | Alins    | llac glacial | Llarg: 184m Ample: 86m Superfície: 1.16ha   | 42° 39′ 35″ N, 1° 24′ 05″ E / 42.6597°N,1.40126°E Vall Ferrera 2880 msnm      |           | Estanyol Occidental de Canalbona | Modifica les dades a Wikidata |
|        | estanys de Baborte de Dalt       | Alins    | llac glacial |                                             | 42° 39′ 04″ N, 1° 21′ 46″ E / 42.650985°N,1.362883°E Vall Ferrera 2446 msnm   |           | Estanys de Baborte de Dalt       | Modifica les dades a Wikidata |
|        | estanys de Baiau                 | Alins    | llac glacial | Conca: 1.28km²                              | 42° 35′ 45″ N, 1° 25′ 46″ E / 42.5957°N,1.4294°E 2481 msnm                    |           | Estanys de Baiau                 | Modifica les dades a Wikidata |
|        | estanys de la Coma de Sotllo     | Alins    | llac glacial |                                             | 42° 39′ 36″ N, 1° 22′ 30″ E / 42.659994°N,1.375064°E Vall Ferrera 2545 msnm   |           | Estanys de la Coma de Sotllo     | Modifica les dades a Wikidata |
|        | estanys de la Llaguna            | Alins    | llac glacial |                                             | 42° 38′ 28″ N, 1° 20′ 46″ E / 42.641199580188°N,1.3460751709374°E             |           |                                  | Modifica les dades a Wikidata |
|        | estanys del Torn                 | Alins    | llac glacial |                                             | 42° 38′ 37″ N, 1° 19′ 59″ E / 42.643644°N,1.333187°E                          |           |                                  | Modifica les dades a Wikidata |

## muntanya
| imatge | Nom                       | Ubicat a                             | instància de     | Detalls | coordenades                                                                                     | Protecció | Commons (més fotos)       | Dades a WD                    |
| ------ | ------------------------- | ------------------------------------ | ---------------- | ------- | ----------------------------------------------------------------------------------------------- | --------- | ------------------------- | ----------------------------- |
|        | Agulla de Baiau           | la Massana Alins                     | muntanya         |         | 42° 35′ 25″ N, 1° 26′ 03″ E / 42.59025°N,1.4341416666666666°E 2860 msnm                         |           | Agulla de Baiau           | Modifica les dades a Wikidata |
|        | Bassiets                  | Alins les Valls de Valira            | muntanya         |         | 42° 31′ 36″ N, 1° 23′ 40″ E / 42.52660278°N,1.39441389°E 2762 msnm                              |           | Bassiets (Alins)          | Modifica les dades a Wikidata |
|        | Bony de Sant Martí        | Alins                                | muntanya         |         | 42° 33′ 08″ N, 1° 18′ 16″ E / 42.55222056°N,1.30448611°E 1703.5 msnm                            |           |                           | Modifica les dades a Wikidata |
|        | Cap de Bosc de Rei        | Alins                                | muntanya         |         | 42° 35′ 06″ N, 1° 21′ 21″ E / 42.58495194°N,1.35593056°E 2197.2 msnm                            |           |                           | Modifica les dades a Wikidata |
|        | Cap de l'Obaga Erneda     | Alins                                | muntanya         |         | 42° 34′ 49″ N, 1° 21′ 05″ E / 42.5803°N,1.35151°E 2157.2 msnm                                   |           |                           | Modifica les dades a Wikidata |
|        | Cap de l'Ovella           | Alins la Massana                     | muntanya         |         | 42° 33′ 33″ N, 1° 25′ 41″ E / 42.55905833°N,1.42799722°E 2541 msnm                              |           | Cap de l'Ovella           | Modifica les dades a Wikidata |
|        | Cap de la Costa de Llats  | Alins                                | muntanya         |         | 42° 38′ 30″ N, 1° 22′ 19″ E / 42.64160833°N,1.37203056°E 2609.4 msnm                            |           |                           | Modifica les dades a Wikidata |
|        | Cap del Solà de Norís     | Alins                                | muntanya         |         | 42° 34′ 34″ N, 1° 21′ 06″ E / 42.57599444°N,1.35154861°E 2016 msnm                              |           |                           | Modifica les dades a Wikidata |
|        | Escales de Pallars        | Alins                                | muntanya         |         | 42° 37′ 12″ N, 1° 18′ 10″ E / 42.62013333°N,1.30263972°E 2368.1 msnm                            |           |                           | Modifica les dades a Wikidata |
|        | Lo Faro                   | Alins                                | muntanya         |         | 42° 36′ 22″ N, 1° 18′ 26″ E / 42.60606667°N,1.30720278°E 2091.3 msnm                            |           |                           | Modifica les dades a Wikidata |
|        | Lo Pilar                  | Alins                                | muntanya         |         | 42° 35′ 10″ N, 1° 24′ 08″ E / 42.58607833°N,1.40217944°E 2551.3 msnm                            |           |                           | Modifica les dades a Wikidata |
|        | Lo Sentinella             | Alins                                | muntanya         |         | 42° 36′ 35″ N, 1° 22′ 39″ E / 42.60964167°N,1.37751944°E 2613.4 msnm                            |           |                           | Modifica les dades a Wikidata |
|        | Lo Tufello                | Alins                                | muntanya         |         | 42° 33′ 44″ N, 1° 18′ 26″ E / 42.56218333°N,1.30713333°E 2052.1 msnm                            |           |                           | Modifica les dades a Wikidata |
|        | Montarenyo de Boldís      | Lladorre Alins                       | muntanya         |         | 42° 38′ 17″ N, 1° 18′ 27″ E / 42.637993°N,1.307491°E 2593 msnm                                  |           |                           | Modifica les dades a Wikidata |
|        | Monteixo                  | Alins                                | muntanya         |         | 42° 36′ 06″ N, 1° 21′ 42″ E / 42.6017°N,1.3617°E Vall Ferrera 2905 msnm                         |           | Monteixo                  | Modifica les dades a Wikidata |
|        | Muntanyeta de Besan       | Alins Esterri de Cardós              | muntanya         |         | 42° 34′ 01″ N, 1° 17′ 25″ E / 42.56696972°N,1.290225°E 2157.3 msnm                              |           |                           | Modifica les dades a Wikidata |
|        | Pic Oriental de Canalbona | Alins                                | muntanya         |         | 42° 39′ 21″ N, 1° 24′ 48″ E / 42.655715°N,1.413229°E massís del Montcalm 2915 msnm              |           | Pic Oriental de Canalbona | Modifica les dades a Wikidata |
|        | Pic d'Areste              | Alins                                | muntanya         |         | 42° 38′ 23″ N, 1° 23′ 46″ E / 42.63966944°N,1.39613333°E massís del Montcalm 2799.6 msnm        |           | Pic d'Areste              | Modifica les dades a Wikidata |
|        | Pic d'Escorbes            | Alins                                | muntanya         |         | 42° 35′ 54″ N, 1° 24′ 41″ E / 42.5984°N,1.41129°E 2788.9 msnm                                   |           |                           | Modifica les dades a Wikidata |
|        | Pic de Baborte            | Alins Lladorre                       | muntanya         |         | 42° 39′ 27″ N, 1° 22′ 01″ E / 42.657463°N,1.367073°E 2934 msnm                                  |           | Pic de Baborte            | Modifica les dades a Wikidata |
|        | Pic de Canalbona          | Alins Ausat                          | muntanya         |         | 42° 39′ 24″ N, 1° 24′ 21″ E / 42.656583°N,1.405891°E 2965 msnm                                  |           | Pic de Canalbona          | Modifica les dades a Wikidata |
|        | Pic de Gerri              | Alins                                | muntanya         |         | 42° 35′ 51″ N, 1° 23′ 39″ E / 42.597526°N,1.394249°E Vall Ferrera 2859 msnm                     |           | Pic de Gerri              | Modifica les dades a Wikidata |
|        | Pic de Jordana            | Alins                                | muntanya         |         | 42° 32′ 35″ N, 1° 20′ 48″ E / 42.54298333°N,1.34679167°E 2016.4 msnm                            |           |                           | Modifica les dades a Wikidata |
|        | Pic de Llats              | Alins                                | muntanya         |         | 42° 38′ 38″ N, 1° 22′ 20″ E / 42.644°N,1.3721°E Vall Ferrera 2693 msnm                          |           | Pic de Llats              | Modifica les dades a Wikidata |
|        | Pic de Medacorba          | Alins la Massana Ausat               | muntanya trifini |         | 42° 36′ 13″ N, 1° 26′ 31″ E / 42.603724°N,1.441992°E Vall Ferrera 2915 msnm                     |           | Pic de Medacorba          | Modifica les dades a Wikidata |
|        | Pic de Màniga             | Alins Farrera                        | muntanya         |         | 42° 30′ 21″ N, 1° 19′ 44″ E / 42.505735°N,1.328839°E 2517 msnm                                  |           | Pic de Màniga             | Modifica les dades a Wikidata |
|        | Pic de Palomer            | Alins                                | muntanya         |         | 42° 35′ 39″ N, 1° 24′ 07″ E / 42.59421389°N,1.40185444°E 2828.6 msnm                            |           |                           | Modifica les dades a Wikidata |
|        | Pic de Pedres Blanques    | Alins                                | muntanya         |         | 42° 39′ 00″ N, 1° 22′ 23″ E / 42.65007083°N,1.37312778°E 2765.2 msnm                            |           | Pic de Pedres Blanques    | Modifica les dades a Wikidata |
|        | Pic de Port Negre         | Alins la Massana                     | muntanya         |         | 42° 34′ 02″ N, 1° 26′ 39″ E / 42.56710778°N,1.44410278°E 2569.8 msnm                            |           | Pic de Port Negre         | Modifica les dades a Wikidata |
|        | Pic de Salòria            | Alins les Valls de Valira            | muntanya         |         | 42° 30′ 52″ N, 1° 23′ 06″ E / 42.5144490848°N,1.38513757735°E 2789 msnm                         |           | Pic de Salòria            | Modifica les dades a Wikidata |
|        | Pic de Sanfonts           | Alins la Massana                     | muntanya         |         | 42° 35′ 15″ N, 1° 25′ 40″ E / 42.587471°N,1.427663°E Vall Ferrera 2889 msnm                     |           | Pic de Sanfonts           | Modifica les dades a Wikidata |
|        | Pic de Sotllo             | Alins Ausat                          | muntanya         |         | 42° 40′ 07″ N, 1° 23′ 15″ E / 42.6687087543°N,1.38745825992°E Vall Ferrera 3073 msnm            |           | Pic de Sotllo             | Modifica les dades a Wikidata |
|        | Pic de Vallpeguera        | Alins                                | muntanya         |         | 42° 35′ 34″ N, 1° 25′ 17″ E / 42.592765°N,1.421515°E 2743 msnm                                  |           | Pic de Vallpeguera        | Modifica les dades a Wikidata |
|        | Pic de l'Estany Fondo     | Alins                                | muntanya         |         | 42° 39′ 12″ N, 1° 23′ 40″ E / 42.65345556°N,1.39449722°E 2813 msnm                              |           | Pic de l'Estany Fondo     | Modifica les dades a Wikidata |
|        | Pic de la Bassera         | Alins les Valls de Valira la Massana | muntanya         |         | 42° 32′ 07″ N, 1° 24′ 49″ E / 42.53537417°N,1.41356111°E 2693 msnm                              |           |                           | Modifica les dades a Wikidata |
|        | Pic del Port Vell         | Alins la Massana                     | muntanya         |         | 42° 34′ 18″ N, 1° 26′ 36″ E / 42.57176111111111°N,1.4434638888888889°E 2655 msnm                |           | Pic del Port Vell         | Modifica les dades a Wikidata |
|        | Pica Roja                 | Alins Ausat                          | muntanya         |         | 42° 37′ 30″ N, 1° 25′ 13″ E / 42.624996751°N,1.42041450706°E Vall Ferrera 2903 msnm             |           | Pica Roja                 | Modifica les dades a Wikidata |
|        | Pica d'Estats             | Alins Ausat                          | muntanya         |         | 42° 40′ 01″ N, 1° 23′ 52″ E / 42.6669371771°N,1.39790065859°E 3143.45 msnm                      |           | Pica d'Estats             | Modifica les dades a Wikidata |
|        | Pui de Boet               | Alins                                | muntanya         |         | 42° 36′ 56″ N, 1° 22′ 57″ E / 42.61566667°N,1.38263056°E 2252 msnm                              |           |                           | Modifica les dades a Wikidata |
|        | Pui de Cassibrós          | Alins Vall de Cardós                 | muntanya         |         | 42° 33′ 39″ N, 1° 15′ 53″ E / 42.560695°N,1.264857°E 2085 msnm                                  |           | Pui de Cassibrós          | Modifica les dades a Wikidata |
|        | Pui de Migdia             | Alins Esterri de Cardós              | muntanya         |         | 42° 33′ 59″ N, 1° 16′ 38″ E / 42.5664°N,1.27735°E 2051.6 msnm                                   |           |                           | Modifica les dades a Wikidata |
|        | Puig Rodó                 | Alins                                | muntanya         |         | 42° 33′ 21″ N, 1° 17′ 27″ E / 42.5559°N,1.29074°E 2006.6 msnm                                   |           |                           | Modifica les dades a Wikidata |
|        | Punta Alta                | Alins                                | muntanya         |         | 42° 37′ 48″ N, 1° 18′ 31″ E / 42.6299°N,1.30871°E 2339.8 msnm                                   |           |                           | Modifica les dades a Wikidata |
|        | Punta de Romaset          | Alins Ausat                          | muntanya         |         | 42° 38′ 24″ N, 1° 25′ 03″ E / 42.640011°N,1.41741°E Vall Ferrera 2846.1 msnm                    |           | Punta de Romaset          | Modifica les dades a Wikidata |
|        | Roc Rodó                  | Alins                                | muntanya         |         | 42° 33′ 47″ N, 1° 26′ 13″ E / 42.56292222°N,1.43691111°E 2512.7 msnm                            |           |                           | Modifica les dades a Wikidata |
|        | Roc d'Ausinsi             | Alins Lladorre                       | muntanya         |         | 42° 38′ 50″ N, 1° 18′ 51″ E / 42.64709167°N,1.31428889°E 2545.3 msnm                            |           |                           | Modifica les dades a Wikidata |
|        | Roc de Llumeneres         | Alins                                | muntanya         |         | 42° 33′ 39″ N, 1° 24′ 29″ E / 42.56075833°N,1.40808056°E 2065.5 msnm                            |           |                           | Modifica les dades a Wikidata |
|        | Roc de Sant Pere          | Alins                                | muntanya         |         | 42° 34′ 18″ N, 1° 23′ 53″ E / 42.5716°N,1.39794°E Tor 1766.6 msnm                               |           | Roc de Sant Pere          | Modifica les dades a Wikidata |
|        | Roc de la Meda            | Alins                                | muntanya         |         | 42° 34′ 19″ N, 1° 23′ 43″ E / 42.57201944°N,1.39524444°E 1822.2 msnm                            |           |                           | Modifica les dades a Wikidata |
|        | Roc del Pui               | Alins                                | muntanya         |         | 42° 32′ 34″ N, 1° 19′ 28″ E / 42.5427°N,1.32442°E 1400 msnm                                     |           |                           | Modifica les dades a Wikidata |
|        | Roca Cigalera             | Alins Lladorre                       | muntanya         |         | 42° 39′ 04″ N, 1° 19′ 51″ E / 42.65099472°N,1.33091667°E 2667.8 msnm                            |           | Roca Cigalera             | Modifica les dades a Wikidata |
|        | Roca Entravessada         | Alins la Massana                     | muntanya         |         | 42° 35′ 54″ N, 1° 26′ 32″ E / 42.598398°N,1.442189°E Vall Ferrera 2929 msnm                     |           | Roca Entravessada         | Modifica les dades a Wikidata |
|        | Roca de la Llum           | Alins                                | muntanya         |         | 42° 34′ 59″ N, 1° 19′ 59″ E / 42.5831°N,1.333°E 1325 msnm                                       |           |                           | Modifica les dades a Wikidata |
|        | Roca del Forat            | Alins                                | muntanya         |         | 42° 35′ 52″ N, 1° 20′ 02″ E / 42.59786389°N,1.33399333°E 1850 msnm                              |           |                           | Modifica les dades a Wikidata |
|        | Torre de Cabús            | Alins                                | muntanya         |         | 42° 32′ 30″ N, 1° 24′ 59″ E / 42.5418°N,1.41632°E 2518.4 msnm                                   |           |                           | Modifica les dades a Wikidata |
|        | Tres Pics                 | Alins Lladorre                       | muntanya         |         | 42° 38′ 42″ N, 1° 21′ 08″ E / 42.6451°N,1.35229°E Vall Ferrera 2648 msnm                        |           | Tres Pics                 | Modifica les dades a Wikidata |
|        | Tudela                    | Alins Lladorre Esterri de Cardós     | muntanya         |         | 42° 36′ 16″ N, 1° 17′ 42″ E / 42.6044°N,1.29513°E 2327.8 msnm                                   |           |                           | Modifica les dades a Wikidata |
|        | Turó de Fleco             | Alins Vall de Cardós                 | muntanya         |         | 42° 32′ 21″ N, 1° 14′ 40″ E / 42.5392°N,1.24457°E 1497.1 msnm                                   |           |                           | Modifica les dades a Wikidata |
|        | Turó de Savina Rodona     | Alins                                | muntanya         |         | 42° 32′ 52″ N, 1° 17′ 21″ E / 42.54776667°N,1.28913056°E 1782.2 msnm                            |           |                           | Modifica les dades a Wikidata |
|        | Turó de l'Escobet         | Alins                                | muntanya         |         | 42° 33′ 25″ N, 1° 21′ 09″ E / 42.55703611°N,1.35250528°E 1518.9 msnm                            |           |                           | Modifica les dades a Wikidata |
|        | Turó de les Campanes      | Alins                                | muntanya         |         | 42° 33′ 07″ N, 1° 20′ 41″ E / 42.552°N,1.34481°E 1580.5 msnm                                    |           |                           | Modifica les dades a Wikidata |
|        | Turó del Ran de la Part   | Alins                                | muntanya         |         | 42° 33′ 27″ N, 1° 20′ 37″ E / 42.5575°N,1.34353°E 1464.1 msnm                                   |           |                           | Modifica les dades a Wikidata |
|        | el Farro                  | Alins Farrera                        | muntanya         |         | 42° 30′ 52″ N, 1° 15′ 54″ E / 42.51455556°N,1.26495833°E 1656.1 msnm                            |           |                           | Modifica les dades a Wikidata |
|        | la Meda                   | Alins                                | muntanya         |         | 42° 37′ 17″ N, 1° 21′ 37″ E / 42.6213°N,1.36034°E 2157.3 msnm                                   |           |                           | Modifica les dades a Wikidata |
|        | lo Covil                  | Alins Farrera                        | muntanya         |         | 42° 31′ 07″ N, 1° 21′ 23″ E / 42.51861778°N,1.35638333°E 2575 msnm                              |           |                           | Modifica les dades a Wikidata |
|        | pic Verdaguer             | Arieja Alins                         | muntanya         |         | 42° 40′ 05″ N, 1° 23′ 49″ E / 42.668061111111°N,1.3969388888889°E massís del Montcalm 3129 msnm |           | Pic Verdaguer             | Modifica les dades a Wikidata |
|        | pic de Baiau              | Alins la Massana                     | muntanya         |         | 42° 35′ 40″ N, 1° 26′ 26″ E / 42.59443611°N,1.44059722°E Vall Ferrera 2885 msnm                 |           | Pic de Baiau              | Modifica les dades a Wikidata |
|        | pic de Canalbonne         | Ausat Alins                          | muntanya         |         | 42° 38′ 58″ N, 1° 24′ 53″ E / 42.6494°N,1.41472°E 2914 msnm                                     |           |                           | Modifica les dades a Wikidata |
|        | pic de Lavans             | Alins Arieja                         | muntanya         |         | 42° 36′ 21″ N, 1° 26′ 08″ E / 42.605795°N,1.435532°E Vall Ferrera 2896 msnm                     |           | Pic de Lavans             | Modifica les dades a Wikidata |
|        | pic de Norís              | Alins                                | muntanya         |         | 42° 36′ 15″ N, 1° 22′ 32″ E / 42.60410556°N,1.37566389°E Vall Ferrera 2828 msnm                 |           | Pic de Norís              | Modifica les dades a Wikidata |
|        | pic dels Estanys          | Alins Lladorre                       | muntanya         |         | 42° 39′ 59″ N, 1° 22′ 15″ E / 42.666371°N,1.370853°E 2956 msnm                                  |           | Pic dels Estanys          | Modifica les dades a Wikidata |
|        | punta de Gabarró          | Arieja Alins                         | muntanya         |         | 42° 39′ 56″ N, 1° 24′ 00″ E / 42.665469°N,1.399881°E massís del Montcalm 3105 msnm              |           | Punta de Gabarró          | Modifica les dades a Wikidata |
|        | rodó de Canalbona         | Alins Arieja                         | muntanya         |         | 42° 39′ 45″ N, 1° 24′ 06″ E / 42.662585°N,1.401701°E massís del Montcalm 3004 msnm              |           |                           | Modifica les dades a Wikidata |

## pont
| imatge | Nom                | Ubicat a | instància de | Detalls                                             | coordenades                                                         | Protecció                                  | Commons (més fotos) | Dades a WD                    |
| ------ | ------------------ | -------- | ------------ | --------------------------------------------------- | ------------------------------------------------------------------- | ------------------------------------------ | ------------------- | ----------------------------- |
|        | Pont Llong         | Alins    | pont         | Hi passa: carretera de Tor                          | 42° 34′ 14″ N, 1° 23′ 13″ E / 42.5705682399644°N,1.38683372234381°E |                                            |                     | Modifica les dades a Wikidata |
|        | Pont Redó          | Alins    | pont         |                                                     | 42° 34′ 13″ N, 1° 23′ 05″ E / 42.5701531729268°N,1.38485848182556°E |                                            |                     | Modifica les dades a Wikidata |
|        | Pont d'Alins       | Alins    | pont         | Estil: arquitectura popular                         | 42° 32′ 16″ N, 1° 18′ 29″ E / 42.537916°N,1.30805°E                 | bé integrant del patrimoni cultural català |                     | Modifica les dades a Wikidata |
|        | Pont d'Arati       | Alins    | pont         | Travessa: Noguera de Vallferrera                    | 42° 33′ 42″ N, 1° 19′ 44″ E / 42.5617482161419°N,1.32878221169327°E |                                            |                     | Modifica les dades a Wikidata |
|        | Pont d'Areste      | Alins    | pont         |                                                     | 42° 37′ 29″ N, 1° 23′ 19″ E / 42.6246447845216°N,1.38868160724489°E |                                            |                     | Modifica les dades a Wikidata |
|        | Pont de Bernat     | Alins    | pont         | Hi passa: carretera de Tor                          | 42° 34′ 15″ N, 1° 23′ 34″ E / 42.5709491971711°N,1.39279398077462°E |                                            |                     | Modifica les dades a Wikidata |
|        | Pont de Cabanós    | Alins    | pont         | Travessa: Noguera de Tor                            | 42° 33′ 14″ N, 1° 19′ 37″ E / 42.553975616314°N,1.3268702593696°E   |                                            |                     | Modifica les dades a Wikidata |
|        | Pont de Cirera     | Alins    | pont         |                                                     | 42° 34′ 18″ N, 1° 22′ 55″ E / 42.5717852947804°N,1.38181909765647°E |                                            |                     | Modifica les dades a Wikidata |
|        | Pont de Nordedé    | Alins    | pont         | Hi passa: carretera de Tor                          | 42° 34′ 17″ N, 1° 23′ 23″ E / 42.5713482303917°N,1.38978649095816°E |                                            |                     | Modifica les dades a Wikidata |
|        | Pont de Pentinado  | Alins    | pont         | Travessa: Noguera de Tor Hi passa: carretera de Tor | 42° 33′ 14″ N, 1° 21′ 02″ E / 42.5538310038624°N,1.3504311573037°E  |                                            |                     | Modifica les dades a Wikidata |
|        | Pont de Sifonts    | Alins    | pont         | Travessa: Noguera de Tor Hi passa: carretera de Tor | 42° 33′ 20″ N, 1° 20′ 52″ E / 42.5555774399384°N,1.34788808227191°E |                                            |                     | Modifica les dades a Wikidata |
|        | Pont de Trustirà   | Alins    | pont         |                                                     | 42° 34′ 16″ N, 1° 23′ 01″ E / 42.5711333459881°N,1.3834807766851°E  |                                            |                     | Modifica les dades a Wikidata |
|        | Pont de la Farga   | Alins    | pont         | Travessa: Noguera de Vallferrera                    | 42° 37′ 15″ N, 1° 19′ 40″ E / 42.6208889542183°N,1.32770095313706°E |                                            |                     | Modifica les dades a Wikidata |
|        | Pont de la Palanca | Alins    | pont         | Hi passa: carretera de Tor                          | 42° 34′ 15″ N, 1° 23′ 16″ E / 42.5707983520554°N,1.38782686273433°E |                                            |                     | Modifica les dades a Wikidata |
|        | Pont de la Plana   | Alins    | pont         |                                                     | 42° 34′ 19″ N, 1° 22′ 44″ E / 42.5718784817606°N,1.37885597394692°E |                                            |                     | Modifica les dades a Wikidata |
|        | Pont dels Deudes   | Alins    | pont         |                                                     | 42° 33′ 29″ N, 1° 20′ 17″ E / 42.5581382053203°N,1.33814855021184°E |                                            |                     | Modifica les dades a Wikidata |
|        | el Puntanou        | Alins    | pont         | Travessa: Noguera de Vallferrera                    | 42° 36′ 48″ N, 1° 19′ 18″ E / 42.6133265111451°N,1.32168539762787°E |                                            |                     | Modifica les dades a Wikidata |

## refugi de muntanya
| imatge | Nom                         | Ubicat a | instància de                      | Detalls                    | coordenades | Protecció | Commons (més fotos)         | Dades a WD                    |
| ------ | --------------------------- | -------- | --------------------------------- | -------------------------- | --- | --------- | --------------------------- | ----------------------------- |
|        | refugi Josep Maria Montfort | Alins    | refugi de muntanya wilderness hut | 1981-09-20 Hi passa: GR 11 | 42° 35′ 51″ N, 1° 25′ 45″ E / 42.5976°N,1.42917°E ca:Circ de Baiau 2517 msnm                                      |           | Refugi Josep Maria Montfort | Modifica les dades a Wikidata |
|        | refugi de Vall Ferrera      | Alins    | refugi de muntanya                | 1935-09-22 Hi passa: GR 11 | 42° 37′ 30″ N, 1° 23′ 16″ E / 42.625°N,1.38777778°E ca:A la dreta de la sortida del barranc d'Areste 1901 msnm    |           | Refugi de Vall Ferrera      | Modifica les dades a Wikidata |
|        | refugi del Cinquantenari    | Alins    | refugi de muntanya                | 1981-12-09                 | 42° 38′ 48″ N, 1° 21′ 44″ E / 42.64666667°N,1.36224722°E ca:50 metres per damunt de l'estany de Baborte 2392 msnm |           | Refugi del Cinquantenari    | Modifica les dades a Wikidata |
|        | refugi del Gall Fer         | Alins    | refugi de muntanya                | 2000                       | 42° 31′ 16″ N, 1° 18′ 25″ E / 42.521069°N,1.306916°E ca:Bosc de Virós 1679 msnm                                   |           | Refugi del Gall Fer         | Modifica les dades a Wikidata |

## serra
| imatge | Nom                        | Ubicat a                         | instància de | Detalls | coordenades                                                          | Protecció | Commons (més fotos) | Dades a WD                    |
| ------ | -------------------------- | -------------------------------- | ------------ | ------- | -------------------------------------------------------------------- | --------- | ------------------- | ----------------------------- |
|        | Carena de Pica Roja        | Alins                            | serra        |         | 42° 37′ 24″ N, 1° 24′ 30″ E / 42.62346389°N,1.40826389°E 2902.8 msnm |           |                     | Modifica les dades a Wikidata |
|        | Escala Calba               | Alins                            | serra        |         | 42° 34′ 08″ N, 1° 21′ 03″ E / 42.569°N,1.35095°E 2016 msnm           |           |                     | Modifica les dades a Wikidata |
|        | Serra Plana                | Alins                            | serra        |         | 42° 37′ 40″ N, 1° 18′ 42″ E / 42.6277°N,1.31177°E 2339.8 msnm        |           |                     | Modifica les dades a Wikidata |
|        | Serra d'Escalze            | Alins                            | serra        |         | 42° 33′ 09″ N, 1° 17′ 27″ E / 42.5525°N,1.29096°E 2006.6 msnm        |           |                     | Modifica les dades a Wikidata |
|        | Serra de Bassiets          | Alins                            | serra        |         | 42° 32′ 06″ N, 1° 23′ 34″ E / 42.53496611°N,1.39281667°E 2762.9 msnm |           |                     | Modifica les dades a Wikidata |
|        | Serra de Costuix (Alins)   | Alins                            | serra        |         | 42° 35′ 16″ N, 1° 17′ 38″ E / 42.5879°N,1.29391°E 2337.1 msnm        |           |                     | Modifica les dades a Wikidata |
|        | Serra de Tudela            | Alins Esterri de Cardós Lladorre | serra        |         | 42° 36′ 16″ N, 1° 17′ 42″ E / 42.6044°N,1.29513°E                    |           | Serra de Tudela     | Modifica les dades a Wikidata |
|        | Serra de Tufello           | Alins                            | serra        |         | 42° 33′ 20″ N, 1° 18′ 20″ E / 42.5555°N,1.30562°E 2052.1 msnm        |           |                     | Modifica les dades a Wikidata |
|        | Serra des Canals           | Alins                            | serra        |         | 42° 34′ 23″ N, 1° 20′ 29″ E / 42.573°N,1.34144722°E 1886.5 msnm      |           |                     | Modifica les dades a Wikidata |
|        | Serrat d'Areste            | Alins                            | serra        |         | 42° 38′ 07″ N, 1° 23′ 26″ E / 42.6352°N,1.39044°E 2799.6 msnm        |           |                     | Modifica les dades a Wikidata |
|        | Serrat d'en Campo          | Alins                            | serra        |         | 42° 33′ 30″ N, 1° 19′ 00″ E / 42.55838611°N,1.31674278°E 1814.8 msnm |           |                     | Modifica les dades a Wikidata |
|        | Serrat de Bords            | Alins                            | serra        |         | 42° 33′ 19″ N, 1° 23′ 33″ E / 42.5554°N,1.39253°E 2375.4 msnm        |           |                     | Modifica les dades a Wikidata |
|        | Serrat de Capifonts        | Alins                            | serra        |         | 42° 32′ 49″ N, 1° 22′ 59″ E / 42.547°N,1.38311°E 2715.6 msnm         |           |                     | Modifica les dades a Wikidata |
|        | Serrat de Costa de Larí    | Alins                            | serra        |         | 42° 38′ 11″ N, 1° 22′ 05″ E / 42.6365°N,1.36803°E 2609.4 msnm        |           |                     | Modifica les dades a Wikidata |
|        | Serrat de Solairi          | Alins                            | serra        |         | 42° 35′ 43″ N, 1° 18′ 57″ E / 42.59520556°N,1.31586944°E 1950 msnm   |           |                     | Modifica les dades a Wikidata |
|        | Serrat de Sotllo           | Alins                            | serra        |         | 42° 38′ 13″ N, 1° 22′ 38″ E / 42.63685278°N,1.37722778°E 2609.4 msnm |           |                     | Modifica les dades a Wikidata |
|        | Serrat de la Comella Verda | Alins                            | serra        |         | 42° 35′ 19″ N, 1° 23′ 12″ E / 42.58856944°N,1.38653611°E 2859.8 msnm |           |                     | Modifica les dades a Wikidata |
|        | Serrat de la Llaguna       | Alins                            | serra        |         | 42° 38′ 09″ N, 1° 20′ 28″ E / 42.63577972°N,1.34108333°E 2652.1 msnm |           |                     | Modifica les dades a Wikidata |
|        | Serrat del Clot de l'Olla  | Alins                            | serra        |         | 42° 36′ 10″ N, 1° 23′ 51″ E / 42.6029°N,1.3975°E 2859.8 msnm         |           |                     | Modifica les dades a Wikidata |
|        | Serrat del Port Vell       | Alins                            | serra        |         | 42° 38′ 08″ N, 1° 24′ 35″ E / 42.6355°N,1.4096°E 2777.1 msnm         |           |                     | Modifica les dades a Wikidata |
|        | Serreta de Lavans          | Alins                            | serra        |         | 42° 36′ 43″ N, 1° 25′ 49″ E / 42.612025°N,1.43020833°E 2726.7 msnm   |           |                     | Modifica les dades a Wikidata |
|        | serrat del Torn            | Alins                            | serra        |         | 42° 38′ 20″ N, 1° 19′ 48″ E / 42.63875833°N,1.32986389°E 2667.8 msnm |           |                     | Modifica les dades a Wikidata |

## vèrtex geodèsic
| imatge | Nom              | Ubicat a | instància de    | Detalls    | coordenades                                                        | Protecció | Commons (més fotos) | Dades a WD                    |
| ------ | ---------------- | -------- | --------------- | ---------- | ------------------------------------------------------------------ | --------- | ------------------- | ----------------------------- |
|        | Monteixo         | Alins    | vèrtex geodèsic | Alt: 1.2m  | 42° 36′ 06″ N, 1° 21′ 42″ E / 42.601722°N,1.361646°E 2904.602 msnm |           |                     | Modifica les dades a Wikidata |
|        | Puig Cassibros   | Alins    | vèrtex geodèsic | Alt: 1.2m  | 42° 33′ 38″ N, 1° 15′ 53″ E / 42.560675°N,1.264858°E 2085.243 msnm |           |                     | Modifica les dades a Wikidata |
|        | Roca Entrevesada | Alins    | vèrtex geodèsic | Alt: 1.2m  | 42° 35′ 16″ N, 1° 25′ 49″ E / 42.587765°N,1.430355°E 2885.466 msnm |           |                     | Modifica les dades a Wikidata |
|        | Saloria          | Alins    | vèrtex geodèsic | Alt: 1.15m | 42° 30′ 52″ N, 1° 23′ 06″ E / 42.514459°N,1.38513°E 2788.959 msnm  |           |                     | Modifica les dades a Wikidata |
|        | Sot Llo          | Alins    | vèrtex geodèsic | Alt: 1.2m  | 42° 39′ 56″ N, 1° 24′ 00″ E / 42.665463°N,1.399878°E 3115.192 msnm |           |                     | Modifica les dades a Wikidata |

## Misc
| imatge | Nom                                                          | Ubicat a    | instància de             | Detalls                                  | coordenades                                                                                    | Protecció                                                                                       | Commons (més fotos)          | Dades a WD                    |
| ------ | ------------------------------------------------------------ | ----------- | ------------------------ | ---------------------------------------- | ---------------------------------------------------------------------------------------------- | ----------------------------------------------------------------------------------------------- | ---------------------------- | ----------------------------- |
|        | Aqüeducte d'Alins                                            | Alins       | aqüeducte                | Estil: arquitectura popular              |                                                                                                | bé integrant del patrimoni cultural català                                                      |                              | Modifica les dades a Wikidata |
|        | Bosc de la Selva                                             | Alins       | bosc                     |                                          | 42° 36′ 58″ N, 1° 20′ 33″ E / 42.61612778°N,1.34255278°E Àreu                                  |                                                                                                 |                              | Modifica les dades a Wikidata |
|        | Colomar d'Alins                                              | Alins       | torre de sentinella      | Estil: arquitectura popular              | 42° 32′ 59″ N, 1° 19′ 10″ E / 42.549771°N,1.319437°E ca:Carrer dels Caballers, Alins 1062 msnm | bé integrant del patrimoni cultural català bé d'interès cultural bé cultural d'interès nacional | Torre de les Bruixes (Alins) | Modifica les dades a Wikidata |
|        | Colomar de les Bruixes                                       | Alins       | torre de defensa         | Estil: arquitectura popular 13rd century | 42° 32′ 54″ N, 1° 18′ 51″ E / 42.5483031657071°N,1.31403857276771°E 1075 msnm                  | bé d'interès cultural bé cultural d'interès nacional                                            |                              | Modifica les dades a Wikidata |
|        | Conjunt del barranc de Sotllo: Estats, Sotllo, Fons i Areste | Alins       | zona humida              | Superfície: 603.01ha                     | 42° 38′ 54″ N, 1° 23′ 34″ E / 42.6482°N,1.3928°E                                               |                                                                                                 | Barranc de Sotllo            | Modifica les dades a Wikidata |
|        | Estació d'esquí Virós - Vallferrera                          | Alins       | estació d'esquí          |                                          | 42° 29′ 49″ N, 1° 12′ 43″ E / 42.496909°N,1.211929°E                                           |                                                                                                 |                              | Modifica les dades a Wikidata |
|        | La Força d'Alins                                             | Alins       | casa forta               | Estil: arquitectura popular 15th century | 42° 32′ 54″ N, 1° 19′ 05″ E / 42.548384°N,1.318133°E ca:Carrer de la Unió, Alins 1053 msnm     | bé d'interès cultural bé cultural d'interès nacional                                            |                              | Modifica les dades a Wikidata |
|        | Molí fariner d'Àreu                                          | Alins       | molí d'aigua             |                                          | 42° 35′ 36″ N, 1° 19′ 34″ E / 42.5934637086542°N,1.32620413454142°E                            |                                                                                                 |                              | Modifica les dades a Wikidata |
|        | Presa de Vallferrera                                         | Alins       | presa d'aigua            |                                          | 42° 37′ 15″ N, 1° 19′ 49″ E / 42.62084°N,1.330354°E 1468.8 msnm                                |                                                                                                 | Presa de Vallferrera         | Modifica les dades a Wikidata |
|        | Sant Sadovè                                                  | Alins       | edifici històric capella |                                          | 42° 32′ 20″ N, 1° 14′ 56″ E / 42.538896085952°N,1.2489235544255°E                              |                                                                                                 |                              | Modifica les dades a Wikidata |
|        | Serradora d'Àreu                                             | Alins       | edifici                  | Estil: arquitectura popular              | 42° 35′ 36″ N, 1° 19′ 35″ E / 42.593386111111°N,1.3262833333333°E 1258 msnm                    | bé cultural d'interès local                                                                     | Serradora d'Àreu             | Modifica les dades a Wikidata |
|        | Vall Ferrera                                                 | Alins       | vall                     |                                          | 42° 31′ 16″ N, 1° 14′ 14″ E / 42.52112778°N,1.23714167°E 820 3131 msnm                         |                                                                                                 |                              | Modifica les dades a Wikidata |
|        | carretera de Tor                                             | Alins       | carretera                |                                          | 42° 33′ 02″ N, 1° 19′ 09″ E / 42.55068472°N,1.31920722°E                                       |                                                                                                 |                              | Modifica les dades a Wikidata |
|        | casa consistorial d'Alins                                    | Alins       | casa consistorial        |                                          | 42° 32′ 54″ N, 1° 19′ 03″ E / 42.5484137°N,1.3173777°E                                         |                                                                                                 | Casa de la vila d'Alins      | Modifica les dades a Wikidata |
|        | la Immaculada de Casa Cerdà                                  | Alins       | capella                  |                                          | 42° 35′ 21″ N, 1° 19′ 39″ E / 42.58916944°N,1.32752222°E 1225.5 msnm                           |                                                                                                 |                              | Modifica les dades a Wikidata |
|        | la Socalma                                                   | Alins       | cova                     |                                          | 42° 36′ 34″ N, 1° 24′ 18″ E / 42.6093386793468°N,1.40498595379028°E                            |                                                                                                 |                              | Modifica les dades a Wikidata |
|        | massís del Montcalm                                          | Ausat Alins | massís                   |                                          | 42° 40′ 00″ N, 1° 24′ 30″ E / 42.66666667°N,1.40833333°E 3077 msnm                             |                                                                                                 | Massif du Montcalm           | Modifica les dades a Wikidata |